# 南京科技职业学院
南京科技职业学院地处南京市六合区，隶属于江苏省教育厅。前身是范旭东创办的永利化学工业公司铔厂厂办校。历经南化化工学院、南京化工学院南化分院、南京化工学校等变迁，2001年6月学院独立升格为全日制普通高校并更名为南京化工职业技术学院，2015年2月16日改为现名。